# Alphonse Georger
Alphonse Georger, né le 25 mai 1936 à Sarreguemines en Moselle, est un évêque catholique franco-algérien, évêque d'Oran en Algérie de 1998 à décembre 2012.

## Biographie
Alphonse Georger est ordonné prêtre le 29 juin 1965 pour le diocèse d'Alger. Il arrive la même année à Cherchell et aménage une petite chapelle, l'église Saint-Paul étant devenue la mosquée Er-Rahman. Il raconte que dans les années 1980 un musulman le conduit chez lui pour lui remettre la croix de l'ancienne église, qu'il avait conservé après l'avoir découverte abandonnée dans un fossé.
Il obtient la nationalité algérienne en 1977.
Il est nommé évêque d'Oran, le 10 juillet 1998, par le pape Jean-Paul II et consacré le 16 août 1998 par Joseph Duval, archevêque de Rouen.
Prenant sa retraite pour raison d'âge en 2012, son successeur, Jean-Paul Vesco est nommé le 1er décembre 2012.

## Publications
- Journal d'un séminariste en Algérie, 1960-1962, Cana, 2003

## Armes
De sinople à une ancre adextrée d'un cœur et senestrée d'un croissant surmonté d'une étoile, le tout d'or.